# Спецхран

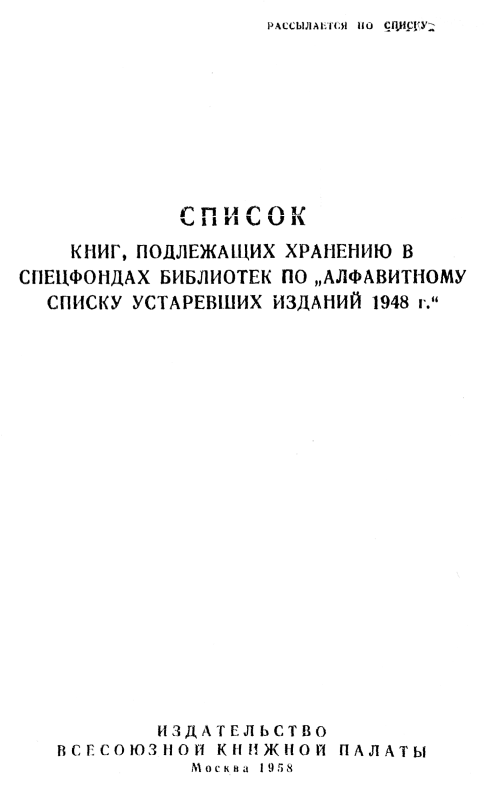
Обложка. Список книг, подлежащих хранению в спецфондах библиотек по «Алфавитному списку устаревших изданий 1948 г.»

Спецхран (отдел специального хранения) — в СССР специальный отдел в библиотеках, режимный объект, доступ к которому был ограничен. В этих отделах находились издания, ознакомление с которыми широкой публики считалось нежелательным по идеологическим соображениям, а также отнесённые по различным соображениям к категории «Для служебного пользования» или «Секретно». Упоминать слова «спецхран» и «спецфонд» в открытом несекретном делопроизводстве запрещалось, поэтому для разграничения фондов несекретная часть библиотеки называлась «фондами основного хранения». Для советской литературы, которая сразу после публикации отправлялась на хранение в спецхран и не предназначалась для широкого читателя, делалась отметка «Для научных библиотек», также для подобного рода изданий могла использоваться отметка «Рассылается по списку».

## Спецфонды в мировой библиотечной практике
Отделы, так или иначе содержащие закрытую для широкого доступа литературу, есть в большинстве библиотек мира. Старейший из таких отделов — знаменитый «Ад» французской Национальной (бывшей Королевской) библиотеки, существующий с XVI века и ныне официально именующийся «Порнографическим отделом». До революции в этот отдел направлялась также литература, запрещенная по политическим или религиозным мотивам, и конфискованные при обысках рукописи (любого содержания). Существуют различные слухи о существовании закрытых библиотек также в Ватикане.

## Возникновение советских спецхранов
Возникновение спецхрана относится к началу 1920-х годов. Согласно постановлению СНК от 30 июня 1920 года, Книжная палата стала получать 3 экземпляра секретной литературы — изданий РККА, Реввоенсовета Республики, ВЧК. В 1921 году спецхран Книжной палаты стал получать эмигрантские газеты и журналы.
Впервые спецхраны в библиотеках были созданы на основе постановления СНК РСФСР от 12 декабря 1921 года.
Согласно декрету ВЦИК и постановлению Наркомпроса от 12 января 1922 года, принятым по инициативе Л. Д. Троцкого, в секретный отдел стали поступать конфискованные книги, изданные без разрешения цензуры. Постановлением СНК от 14 декабря 1921 года было приказано снабжать секретными изданиями также библиотеку Румянцевского музея и Петроградскую Публичную библиотеку (белогвардейские издания, которые выписывал Наркомпрос, они получали и раньше), и при этом — Наркомпросу совместно с ВЧК разработать инструкцию о порядке хранения и пользования секретными документами. Согласно разработанной инструкции, пользоваться секретными документами можно было только с разрешения председателя Совнаркома, наркома по просвещению и его заместителей, членов ЦК РКП(б) или президиума ВЧК. При этом в разрешении всякий раз должны были точно перечисляться документы, подлежащие выдаче для занятий, а также имя, отчество и фамилия уполномоченного лица. В 1923 году спецхраны переходят в ведение Главлита и Главполитпросвета. В результате проведённых «чисток» библиотек в спецхраны направляется большое количество старой литературы, подчас почти вся литература по истории и философии, в связи с её «монархическими» и «идеалистическими» тенденциями. В сталинские времена правила ужесточаются, в спецхраны отправляются издания, в которых каким-то образом упомянуты имена «врагов народа» (хотя бы и потому, что книга напечатана в «типографии имени Троцкого»).